# Твісп (Вашингтон)
Твісп (англ. Twisp) — місто (англ. town) в США, в окрузі Оканоган штату Вашингтон. Населення — 992 особи (2020).

## Географія
Твісп розташований за координатами 48°21′39″ пн. ш. 120°6′59″ зх. д. / 48.36083° пн. ш. 120.11639° зх. д. (48.360898, -120.116332).  За даними Бюро перепису населення США в 2010 році місто мало площу 3,07 км², з яких 3,06 км² — суходіл та 0,01 км² — водойми.

## Демографія
Згідно з переписом 2010 року, у місті мешкало 919 осіб у 474 домогосподарствах у складі 222 родин. Густота населення становила 299 осіб/км².  Було 524 помешкання (171/км²).
Расовий склад населення:
| - 94,6 % — білих - 1,2 % — корінних американців - 0,5 % — азіатів - 0,4 % — вихідців з тихоокеанських островів - 0,2 % — чорних або афроамериканців |

До двох чи більше рас належало 2,7 %. Частка іспаномовних становила 3,3 % від усіх жителів.
За віковим діапазоном населення розподілялося таким чином: 17,5 % — особи молодші 18 років, 64,3 % — особи у віці 18—64 років, 18,2 % — особи у віці 65 років та старші. Медіана віку мешканця становила 46,1 року. На 100 осіб жіночої статі у місті припадало 98,5 чоловіків;  на 100 жінок у віці від 18 років та старших — 97,4 чоловіків також старших 18 років.
Середній дохід на одне домашнє господарство  становив 44 712 долари США (медіана — 31 406), а середній дохід на одну сім'ю — 55 535 доларів (медіана — 47 321). Медіана доходів становила 40 865 доларів для чоловіків та 29 091 долар для жінок. За межею бідності перебувало 22,1 % осіб, у тому числі 32,1 % дітей у віці до 18 років та 0,0 % осіб у віці 65 років та старших.
Цивільне працевлаштоване населення становило 446 осіб. Основні галузі зайнятості: мистецтво, розваги та відпочинок — 37,4 %, роздрібна торгівля — 13,0 %, публічна адміністрація — 12,8 %.